# Ильясиды
Ба́ну Илья́с (перс. بنو الیاس‎) или Ильяси́ды — иранская династия согдийского происхождения, правившая в Кермане с 932 по 968 год. Столицей их эмирата был город Бардасир.

## История

### Мухаммад ибн Ильяс
Абу Али Мухаммад ибн Ильяс был членом армии Саманидов и имел согдийское происхождение. Он поддержал неудавшийся переворот 929 года против саманидского эмира Насра II . После того, как восставшие потерпели поражение, он бежал на юг и в конце концов прибыл в Керман в 932 году. Ему удалось распространить свой контроль на северную часть провинции, в то время как южные и восточные горные части остались под контролем местных белуджей. Несмотря на попытки Саманидов, а затем и Буидов изгнать Мухаммада из Кермана, ему удавалось сохранить там статус правителя более тридцати лет. Он признавал либо Саманидов, либо Буидов своими повелителями, но был фактически независимым. В 967 году он перенес инсульт и в конце концов был вынужден отречься от престола в пользу своего сына Ильясы.

### Ильяса ибн Мухаммад
Ильяса ибн Мухаммад сразу после получения власти поссорился с Буидами, которые тогда находились под руководством Азуда ад-Доула. Причиной ссоры являлось деление некоторых территорий на границе Кермана и Фарса. Прежде чем вторгнуться в Керман, Азуд позаботился о том, чтобы привлечь на свою сторону членов армии Ильясы. Эта стратегия была эффективной: когда он вторгся в Бардасир и захватил его, большая часть армии Ильясы покинула его. Контроль над Керманом был номинально передан сыну правителя Буидов — Абу-ль-Фаварису (1000—1028), но фактическим правителем являлся генерал Азуда — Горгир (Куркир). Ильяса бежал в Бухару, где его укрыли Саманиды, но он поссорился со всей знатью, пожаловавшись, что они не хотят помочь ему вернуть Керман. Ильяса был изгнан из Бухары в Хорезм, а наместник Хорасана захватил владения Ильясы, оставленные им в Кухистане. В Хорезме Ильяса заболел симпатической офтальмией и вскоре умер.

### Сулейман ибн Мухаммад
В 969 (или 970) году брат Ильясы — Сулейман, бежавший к Саманидам до завоевания Буидов из-за ссоры с отцом, убедил саманидского эмира Мансура I, что необходимо снабдить его армией, чтобы отвоевать Керман. Он надеялся, что сможет заручиться поддержкой белуджей. Горгир двинулся, чтобы остановить их. В последовавшей битве между Джирофтом и Бамом Ильясиды были полностью сокрушены: Сулейман, двое сыновей Ильясы (Бакр и аль-Хусейн), а также большая часть хорасанских войск были убиты Буидами.

### Аль-Хусейн
Ещё одна попытка Ильясидов вернуть себе Керман была предпринята в 975 году племянником или, возможно, сыном Мухаммада — аль-Хусейном. Аль-Хусейн, узнав о восстании в Кермане, отправился из Хорасана в Керман и взял под свой контроль часть земель. Визирь Азуда ад-Доулы — Абу-ль-Касим аль-Мутахар ибн Абдаллах был послан наладить порядок в провинции: он победил аль-Хусейна в Джирофте и схватил его. Больше о нём ничего не был слышно, а его пленение ознаменовало окончательный конец Ильясидов в Кермане.